# Literaturjahr 1795
Liste der Literaturjahre

1791 | Literaturjahr 1795 | 1797 | ►►

Weitere Ereignisse
Dieser Artikel behandelt das Literaturjahr 1795.

## Ereignisse

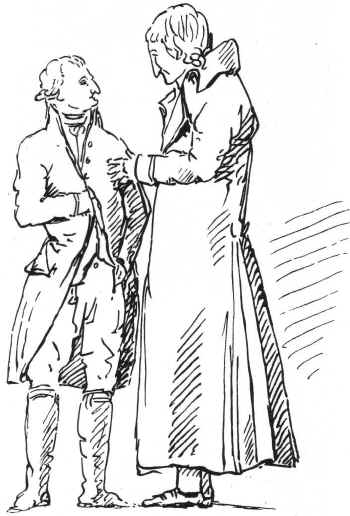
Goethe und Schiller im Gespräch. Karikatur von Johann Christian Reinhart

Ab 1795 arbeiten Goethe und Schiller eng zusammen. Diese Schaffensperiode von 10 Jahren wurde später – im engeren Sinn – auch als "Weimarer Klassik" bezeichnet.
Mme de Staël, die sich 1792 aus politischen Gründen auf ihr Landgut in Coppet am Genfer See zurückgezogen hatte, kehrt nach Paris zurück, um dort für kurze Zeit ihren Salon wiederzueröffnen. Gäste ihres Salons sind u. a. der Mediziner und Philosoph Pierre-Jean-Georges Cabanis, der Dramatiker Marie-Joseph Chénier, der Dichter Benjamin Constant, der Historiker Pierre-Claude Daunou, der Politiker und Philosoph Dominique Joseph Garat und der Politiker und Publizist Pierre-Louis Roederer. Bereits zwei Jahre später sieht sie sich gezwungen – sie und ihr Salon sind dem Directoire verdächtig – nach Coppet zurückzukehren.

## Neuerscheinungen

### Periodika
- Friedrich von Gentz gründet die Neue Deutsche Monatsschrift. Themen der Zeitschrift sind neben politik- und finanzwissenschaftlichen Fragen die Klassische Literatur und das Bildungswesen und vor allem die Zeitgeschichte: der Verlauf der Französischen Revolution, die Verfassung des Directoire in Frankreich sowie Grundsatzprobleme von Demokratie und Mitbestimmung. Die Zeitschrift stellt nach nur drei Bänden ihr Erscheinen ein.

- Die Horen, eine von Friedrich Schiller herausgegebene Monatszeitschrift erscheint im Verlag Cotta in Tübingen. Mitarbeiter sind neben Schiller und Goethe u. a. Johann Gottfried Herder, August Wilhelm Schlegel sowie sporadisch Karl Theodor von Dalberg, Friedrich Heinrich Jacobi, Johann Heinrich Voß, Sophie Mereau, Gottlieb Konrad Pfeffel oder Cornelia Schlosser. Die Zeitschrift stellte 1797 ihr Erscheinen ein.

- "Eudämonia oder Deutsches Volksglück,  Ein Journal für Freunde von Wahrheit und Recht", war eine reaktionär-konservative Zeitschrift, die 1795 gegründet wurde und bis 1798 bestand.

### Prosa
- Hesperus oder 45 Hundposttage, ein Roman von Jean Paul, erscheint in der Buchhandlung Matzdorff in Berlin.
- Unterhaltungen deutscher Ausgewanderten, Novellen von Johann Wolfgang Goethe, werden in den Bänden 1–4 von Schillers Zeitschrift „Die Horen“ erstmals gedruckt.
- Goethes Wilhelm Meisters Lehrjahre erscheint im Verlag Johann Friedrich Unger, Berlin, in zwei Abteilungen von 1795 bis 1796.
- Ludwig Tiecks Briefroman Die Geschichte des Herrn William Lovell erscheint von 1795/96 in der Nicolaischen Verlagsbuchhandlung, Leipzig und Berlin.
- Die Verserzählung Schach Lolo und der Roman Nachlass des Diogenes von Sinope. Gedanken über eine alte Aufschrift von Christoph Martin Wieland erscheinen als Ausgabe letzter Hand.

### Lyrik
- Nähe des Geliebten, ein Gedicht von Johann Wolfgang Goethe, wird in Schillers Musen-Almanach für das Jahr 1796 gedruckt.
- Das „Weimarische Gesangbuch“, eine von Johann Gottfried Herder herausgegebene Sammlung von 595 Liedern, erscheint in der Hoffmannischen Hofbuchhandlung in Weimar.
- Herders "Terpsichore", eine Sammlung von Gedichten und kurzen Prosastücken, erscheint 1795/96 bei Bohn in Lübeck in 3 Bänden.

### Sachliteratur
- Schiller veröffentlicht in den „Horen“ seine beiden literaturtheoretischen Schriften Ueber die ästhetische Erziehung des Menschen in einer Reyhe von Briefen (1795) und Über naive und sentimentalische Dichter (1795/96).

- "Grundlage der gesammten Wissenschaftslehre als Handschrift für seine Zuhörer" (1794/95), systematische Hauptwerk des Philosophen Johann Gottlieb Fichte und eines der zentralen Werke im nachkantischen Idealismus.

- Kants "Zum ewigen Frieden. Ein philosophischer Entwurf." erscheint in der ersten Fassung 1795 im Verlag Friedrich Nicolovius in Königsberg. Eine zweite erweiterte Auflage folgt ein Jahr später, ebenfalls bei Nicolovius.
- Johann Gottlieb Fichte: "Von der Sprachfähigkeit und dem Ursprung der Sprache."
- Die vierzehnbändige Gesamtausgabe der Werke von Helvetius erscheint in Paris bei Didot.

## Geboren
- 9. Januar: Heinrich Wilhelm Hahn der Jüngere, Buchhändler, Verleger und Herausgeber der Monumenta Germaniae Historica  († 1873)
- 15. Januar: Willem de Clercq, niederländischer Schriftsteller († 1844)
- 8. Februar: Moritz Saphir, österreichischer Schriftsteller († 1858)
- 2. Juli: Karl Gustav Nieritz, deutscher Volks- und Jugendschriftsteller († 1876)
- 21. Juli: Friedrich von Waldersee, preußischer Generalleutnant und Militärschriftsteller († 1864)
- 3. August: Anne Bignan, französischer Schriftsteller und Homer-Übersetzer († 1861)
- 7. August: Joseph Rodman Drake, US-amerikanischer Dichter († 1820)
- 29. September: Kondrati Rylejew, russischer Dichter († 1826)
- 5. Oktober: Karl Ludwig Sand, Burschenschafter, Mörder von August von Kotzebue († 1820)
- 17. Oktober: Johann Christoph Biernatzki, Schriftsteller († 1840)
- 31. Oktober: John Keats, britischer Dichter († 1821)

## Gestorben
- 11. Februar: Carl Michael Bellmann, schwedischer Liederdichter (* 1740)
- 12. April: Johann Kaspar Steube, deutscher Schuhmacher, Soldat, Sprachlehrer und Schriftsteller (* 1747)
- 24. April: Christian Friedrich Voß, deutscher Verleger, der u. a. Werke von Gotthold Ephraim Lessing, Friedrich II., Johann Gottfried Herder und Jean Paul veröffentlichte (* 1724)
- 19. Mai: James Boswell, schottischer Schriftsteller, Rechtsanwalt und Biograf von Dr. Johnson (* 1740)
- 29. Juni: Ernst Daniel Adami, deutscher Kapellmeister, Organist, Musikpädagoge, Schriftsteller, Chordirektor, Lehrer und Theologe (* 1716)

Sterbetag unbekannt
- Juli: Ranieri de’ Calzabigi, italienischer Dichter, Librettist Christoph Willibald Glucks (* 1714)